# 211381 Garretzuppiger
211381 Garretzuppiger este un asteroid din centura principală de asteroizi.

## Descriere
211381 Garretzuppiger este un asteroid din centura principală de asteroizi. A fost descoperit pe 5 octombrie 2002 la Apache Point Observatory în cadrul programului Sloan Digital Sky Survey. Asteroidul prezintă o orbită caracterizată de o semiaxă mare de 2,67 ua, o excentricitate de 0,17 și o înclinație de 12,0° în raport cu ecliptica.